# Сарга (деревня, Шалинский район)
Сарга — урочище в Шалинском районе Свердловской области России, бывшая деревня.

## Географическое положение
Исчезнувшая деревня Сарга расположена на берегу реки Сарги.

## История
Деревня основана И. С. Яковлевым (сыном известного промышленника С. Я. Яковлева) в 1795 году  вместе с Саргинским вспомогательным заводом. В 1806 году предприятие перешло к его сыну И.А. Яковлеву, позднее к внуку, а с 1859 года стало принадлежать внучке И. С. Яковлева Н. А. Стенбок-Фермор. Предприятие входило в близкорасположенную группу Сылвинских заводов. Завод был закрыт в 1886 году из-за нерентабельности.
Деревня исчезла в 1972 году в связи с проводившейся тогда ликвидацией «неперспективных» поселений.